# Raymond Patriarca

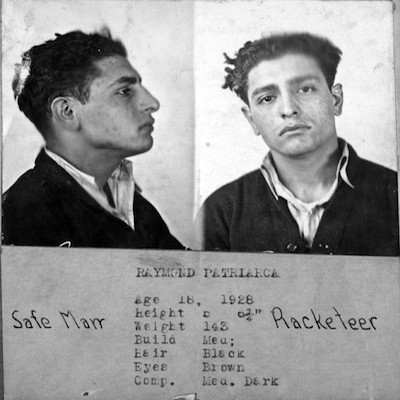
Raymond Patriarca

Raymond Loreda Salvatore Patriarca, Sr. (* 18. März 1908; † 11. Juli 1984) war ein italoamerikanischer Mobster aus Providence in Rhode Island und langjähriges Oberhaupt der Mafia-Familie Patriarca. Er galt als einer der einflussreichsten Bosse der La Cosa Nostra und vermittelte häufig in mafiainternen Streitigkeiten. Sein Einflussgebiet erstreckte sich auf Neuengland.

## Frühes Leben
Er wurde als Sohn italienischer Einwanderer geboren und wuchs in Worcester, Massachusetts auf. Schon als Teenager war Patriarca involviert in Entführungen, bewaffneten Raubüberfall, Körperverletzung, Auto- und Einbruchsdiebstahl. Das Providence Board of Public Safety bezeichnete ihn in den 1930er Jahren als Staatsfeind Nr. 1. Als Patriarca wegen Raubes zu einer mehrjährigen Haftstrafe verurteilt worden war, nutzte er seine politische Verbindungen. Executive Councilor Daniel Coakley – Mitarbeiter von Gouverneur Charles F. Hurley – setzte eine Begnadigung durch und Patriarca wurde nach wenigen Monaten auf freien Fuß gesetzt. Diese Verbindungen erhöhten Patriarcas Reputation in der Unterwelt.

## Aufstieg zur Macht
In den 1940er Jahren begann Patriarcas Aufstieg zur Macht. 1954 beerbte er Filippo „Phil“ Buccola, der vor der Steuerbehörde aus dem Land floh, und übernahm dessen kriminelle Geschäfte. Patriarcas Herrschaft soll brutal und unkontrolliert gewesen sein. Einmal soll er einem Vater befohlen haben, den eigenen Sohn zu ermorden. Als dieser sich weigerte, wurde er aus der Familie ausgeschlossen. Underboss Henry Tameleo überredete Patriarca später, den Auftrag zurückzunehmen.
Er soll auch seinen Bruder mit dem Tode bedroht haben, als dieser sich vom FBI hatte abhören lassen. Während eines internen irischen Konflikts zwischen dem Charlestown Mob (Charlestown (Boston)) und der Winter Hill Gang (Boston) soll Patriacra zahlreiche Mordaufträge gegen Mitglieder der McLaughlin Gang gegeben haben, da sich Bernard „Bernie“ McLaughlin in Patriarcas Geschäfte in Boston eingemischt hatte. Auch mit anderen irischen Banden, wie der Gustin Gang und der Mullen Gang, war Patriarca verfeindet.
1954 reformierte er seine Organisation und zog nach Providence auf Rhode Island. Als Tarnfirma betrieb er die „National Cigarette Service Company“ und die „Coin-O-Matic Distributors“ auf der Atwells Avenue im Federal Hill-Distrikt von Providence.
Die Familie nannte die Firma nur „The Office“ (en: Das Büro). Patriarca sorgte dafür, dass in Neuengland keine andere Familie tätig war. Der Informant Vincent Teresa sagte später aus, dass Patriarca den Drogenhandel verboten habe. Seine Macht sicherte er auch dadurch ab, dass er sich die Kooperation mit den mächtigen New Yorker Familien sicherte; die Beziehungen zu den Familien Genovese und Colombo waren dabei besonders stark. Patriarca entschied mit der Genovese-Familie, dass es eine Trennlinie am Connecticut River gäbe und dass man gegenseitig diese Grenze respektieren würde. Die Neuengland-Familie arbeitete in Worcester, Massachusetts, Boston und in Maine, während die Genovese in Hartford, Springfield, Massachusetts und Albany arbeiten würde.
Enrico Tameleo, Underboss der Patriarca-Familie, war sogar Mitglied der Bonanno-Familie. Patriarca war auch in der Kommission der Mafia vertreten und in zwei Kasinos in Las Vegas involviert. Ein weiterer Underboss von Patriarca war Gennaro „Jerry“ Angiulo, der das gesamte illegale Glücksspiel in Boston kontrollierte.
Auch mit der DeCavalcante-Familie aus New Jersey (Vorbild für die fiktionale Sopranos-Familie) und der Philadelphia-Familie bestanden Kooperationen.

### Apalachin Meeting
1957 nahm Patriarca am legendären Apalachin-Meeting teil. Er wurde kurzzeitig verhaftet und rückte stärker in den Fokus der Polizei; insbesondere als Robert F. Kennedy 1961 Justizminister geworden war und die Ermittlungen gegen die Organisierte Kriminalität intensiviert wurden. 1966 wurde Joe Barboza (Killer der Patriarca-Familie) festgenommen, fühlte sich von Patriarca im Stich gelassen und wurde zum Pentito. Dabei behauptete er, selbst 26 Menschen ermordet zu haben.

## Inhaftierung
Im März 1970 wurden Patriarca und mehrere seiner Familienmitglieder wegen Mordes und Verschwörung zum Mord angeklagt. Hauptbelastungszeuge war der Räuber und Killer John „Red“ Kelley, der danach ins Zeugenschutzprogramm aufgenommen wurde. Kelley belastete Patriarca wegen des Mordes an Rudolph „Rudy“ Marfeo und Anthony Melei. Kelley war von Patriarca beauftragt worden, Marfeo zu ermorden.
Patriarca wurde zu zehn Jahren Haft wegen Mordes verurteilt.

## Tod und Erbfolge
Am 11. Juli 1984 wurde er (76-jährig) ins Rhode Island Hospital eingeliefert, wo er noch am selben Tage an Herzversagen starb. Patriarca wurde im Gate of Heaven Cemetery, East Providence, Rhode Island beigesetzt. Patriarca wurde von seinem Sohn Raymond Patriarca, Jr. überlebt.

## Weiteres
Der Konflikt zwischen der irischen Mafia in Boston und der italoamerikanischen Mafia aus Providence ist auch Thema der Spielfilme Departed – Unter Feinden von Martin Scorsese und Black Mass.